# Pontonnier (sport)
 (septembre 2009).
Si vous disposez d'ouvrages ou d'articles de référence ou si vous connaissez des sites web de qualité traitant du thème abordé ici, merci de compléter l'article en donnant les références utiles à sa vérifiabilité et en les liant à la section « Notes et références ».
Pour les articles homonymes, voir Pontonnier.
Le pontonnier (allemand pontonier) est un sport pratiqué en Suisse, particulièrement alémanique, depuis 1870.
La Suisse compte 41 clubs, dont 39 en Suisse alémanique et deux en Suisse romande.

## Histoire
Ce sport est d'origine paramilitaire qui date des années 1870.

## Activités
Les pontonniers ont 3 activités :
- la navigation (principale)
- les nœuds et brélages
- la natation militaire

Ce sont les activités des pontonniers du génie civil.

## Principe
Les pratiquants rament par 2 sur nacelle ou sur weidling. Ils font un parcours donné avec des contraintes (culées, rocher, point fixe).

### équipements
Les bateaux :
- nacelle (bateaux standard) long de 9,1 m et large de 1,65 m pesant 460 kg (vide)
- weidling (bateau pour les catégories féminines et moins de 21 ans) long de 9,8 m large 1,51 m pesant 340 kg (vide).

Pour ramer, il emploie :
- la rame
- la gaffe (un long bâton avec au bout une sort de fourche en métal)
- une corde d'amarre (pour amarrer)

### Parcours
Lors des concours, les participants doivent accomplir des passages simulant des situations naturelles (exemple, passage de pont).
- départ à la perche, les bateaux doivent partir au larges à 45 degrés et toucher une bavette.
- culée, les bateaux doivent passer entre 2 piquets à la rame (sans les toucher) symbolisant le passage entre les piliers d'un pont.
- ligne d'ancre, même principe mais le passage se fait à l'envers.
- rocher, les bateaux doivent remonter le courant à la rame pour toucher une bavette sans toucher le socle tenant celle-ci.
- point fixe, les bateaux arrivent à la rame et doivent stopper à l'aide de la gaffe pour être placés le plus proche possible de l'objectif.